# Sân bay Ati
Sân bay Ati (IATA: ATV, ICAO: FTTI) là một sân bay ở Ati, Tchad.